# Claudio Delgado
Claudio Ramón Delgado (n. San Lorenzo, Paraguay, 21 de junio de 1984) y es un futbolista paraguayo. Juega de delantero y actualmente milita en el 2 de Mayo de la Segunda División de Paraguay. Pese a que es paraguayo por su nacionalidad, inició su carrera futbolística profesional en Chile, donde jugó en 3 clubes, que fueron Santiago Morning (con el cual descendió a la Primera B en el 2006 y ascendió a la Primera División al año siguiente, a través de la Liguilla de Promoción), Cobreloa (con el cual llegó a la semifinal del Torneo Clausura 2008, donde fue eliminado en esa ronda por Colo-Colo, equipo que posteriormente, fue el campeón de ese torneo) y Deportes Concepción (equipo en que estuvo por un año).

## Clubes
| Club                | País     | Año       |
| ------------------- | -------- | --------- |
| Santiago Morning    | Chile    | 2006-2007 |
| Cobreloa            | Chile    | 2008      |
| Deportes Concepción | Chile    | 2009      |
| Cerro Porteño PF    | Paraguay | 2010      |
| Sportivo Carapeguá  | Paraguay | 2011      |
| 2 de Mayo           | Paraguay | 2012-Act. |